# Maasdriel

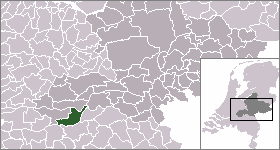
Maasdriels läge

Maasdriel är en kommun i provinsen Gelderland i Nederländerna. Kommunens totala area är 75,49 kvadratkilometer (där 9,22 kvadratkilometer är vatten) och invånarantalet är på 23 546 invånare (2005).